# Mirosław Ramułt
Mirosław Ramułt (ur. 1 lipca 1890 we Lwowie, zm. 25 października 1970 w Edynburgu) – polski zoolog, profesor tytularny Uniwersytetu Jagiellońskiego, wykładowca Komisji Akademickich Studiów Medycyny Weterynaryjnej w Edynburgu, profesor Polskiego Uniwersytetu na Obczyźnie, członek założyciel Polskiego Towarzystwa Naukowego na Obczyźnie.
Syn Stefana Ramułta i Marii z Onyszkiewiczów. W latach 1900–1908 uczęszczał do gimnazjum klasycznego we Lwowie, następnie do Gimnazjum Św. Anny w Krakowie. Studiował zoologię na Wydziale Filozoficznym Uniwersytetu Jagiellońskiego. W. 1912 odbył praktykę w nadmorskiej stacji zoologicznej w Trieście, w 1914 ukończył pracę Badania doświadczalne nad warunkami rozwoju jaj letnich wioślarek i uzyskał absolutorium.
Po wybuchu I wojny światowej od 20 lipca 1915 do 31 października 1918 w armii Austro-Węgier w stopniu szeregowca. Po odzyskaniu niepodległości przez Polskę od 6 listopada 1918 do 2 sierpnia 1919 w Wojsku Polskim w stopniu chorążego, następnie podporucznika, m.in. w Wojskowym Szpitalu Okręgowym w Krakowie. Ponownie zmobilizowany w kulminacji wojny polsko-bolszewickiej 29 lipca 1920, służył w 17 pułku piechoty do zawieszenia broni 18 października 1920.
Od października 1919 młodszy asystent w Zakładzie Zoologii Uniwersytetu Jagiellońskiego pod kierunkiem Michała Siedleckiego. Uzyskał doktorat 22 czerwca 1920. Od listopada 1921 starszy asystent, od 1 czerwca 1927 adiunkt. Habilitował się na podstawie rozprawy Z badań nad fauną wioślarek Pomorza. 11 kwietnia 1932 mianowany docentem, 10 września 1938 profesorem tytularnym UJ. Odbył studia specjalizacyjne w instytucie fizjologii w Lozannie (1924), w morskiej stacji biologicznej w Rovigno (1925), w stacji zoologicznej w Neapolu (w zimie 1928/9), w stacji biologicznej w Plymouth (1934). Jego specjalizacją były badania nad hydrobiologią i ekologią środowiskową, ichtiobiologią, morfologią i biologią skorupiaków wodnych, badał wpływ ciśnienia osmotycznego w środowisku na zwierzęta.
W latach 1932–1939 wykładał zagadnienia z zakresu biologii skorupiaków i planktonu oraz ekologii zwierząt wodnych. Był członkiem Komisji Fizjograficznej Polskiej Akademii Umiejętności.
Po agresji III Rzeszy na Polskę pieszo opuścił Kraków 3 września 1939. Po agresji ZSRR na Polskę przekroczył granicę polsko-rumuńską. W Rumunii spędził zimę 1939/40, następnie wyjechał do Afryki i uczył przyrody w polskim gimnazjum w Algierze. Po zajęciu Afryki Północnej przez aliantów wyjechał w 1943 do Wielkiej Brytanii, gdzie był wykładowcą polskiej wyższej szkoły weterynaryjnej, noszącej nazwę Komisji Akademickich Studiów Medycyny Weterynaryjnej, otwartej przy Royal (Dick) Veterinary College w Edynburgu. Od 1943 aż do śmierci pracował w Zakładzie Zoologii Uniwersytetu Edynburskiego, w 1946 wykładał również zoologię na polskim Kursie Przyrodniczym w Duddingston.
Członek-założyciel Polskiego Towarzystwa Naukowego na Obczyźnie, Polskiego Koła Przyrodników w Edynburgu (na którego posiedzeniach wygłaszał referaty m.in. o przyrodniczych badaniach głębinowych i o przyrodzie północnej Afryki), Stowarzyszenia Polskich Kombatantów i Międzynarodowej Rady Oceanicznej w Plymouth.
Od 1954 profesor Polskiego Uniwersytetu na Obczyźnie (PUNO). Zmarł po długiej chorobie w Longmore Hospital w Edynburgu, został pochowany na cmentarzu Mount Vernon. Jego dokumenty i pamiątki osobiste zostały przekazane do Instytutu Polskiego i Muzeum im. gen. Sikorskiego w Londynie.